# رادوشکی (استان اشوی‌داشکسیه)
رادوشکی (به لهستانی: Radoszki) یک منطقهٔ مسکونی در لهستان است که در گمینا ویلچتسه واقع شده‌است. رادوشکی ۴۸۰ نفر جمعیت دارد.